# Agnieszka Bartczak
Agnieszka Bartczak (ur. 10 lipca 1981) – polska niepełnosprawna tenisistka, paraolimpijka, finalistka wielkoszlemowego turnieju deblowego Australian Open.
Bartczak trenuje w klubie LOB Wrocław, a jej trenerem jest Rafał Paluch.
W parze z Niemką Kathariną Kruger dotarła do finału wielkoszlemowego Australian Open w 2009 roku. W swojej karierze wygrała 19 turniejów singlowych oraz 6 deblowych.
Dwa razy występowała na letnich igrzyskach paraolimpijskich: w 2004 i w 2008 roku.

## Występy na paraolimpiadzie
Letnie Igrzyska Paraolimpijskie 2004 w Atenach
- 1 runda  Barbara Vidal – 6:0, 6:0
- 2 runda  Florence Gravellier – 1:6, 0:6

Letnie Igrzyska Paraolimpijskie 2008 w Pekinie
- 1 runda  Katharina Kruger – 6:7, 7:6, 3:6